# Prašný most

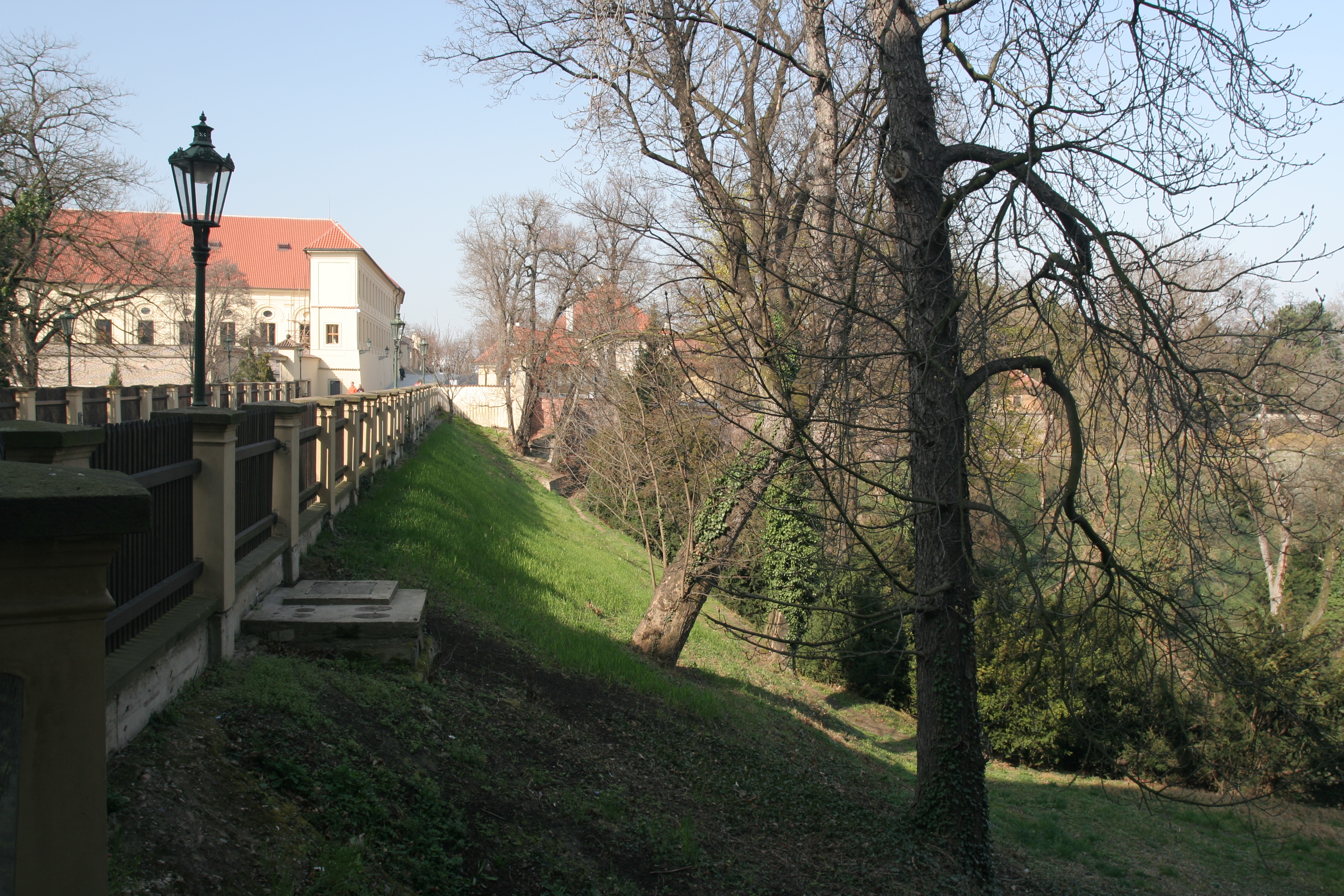
Násep svažující se do Jeleního příkopu

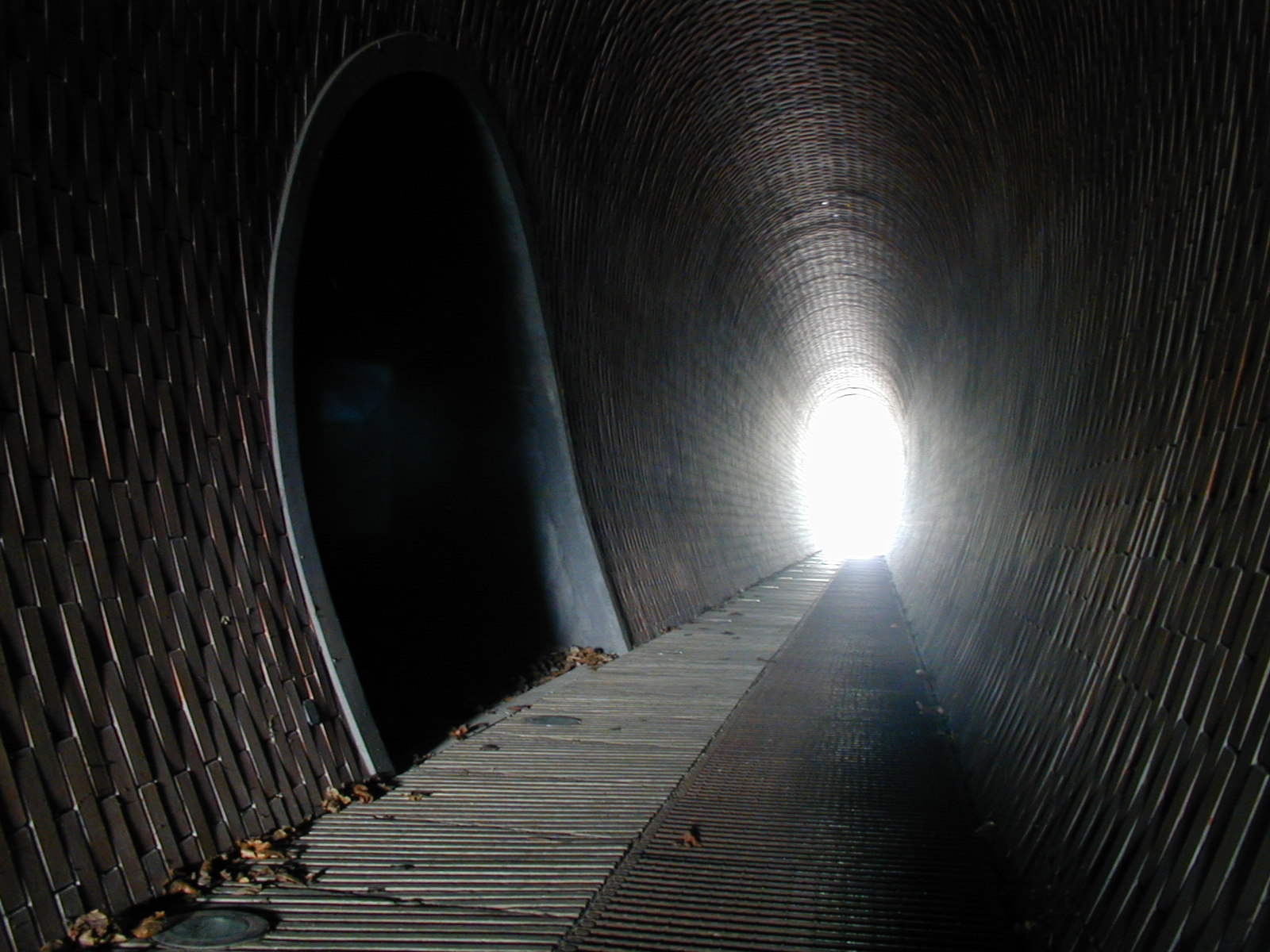
Tunel pod náspem

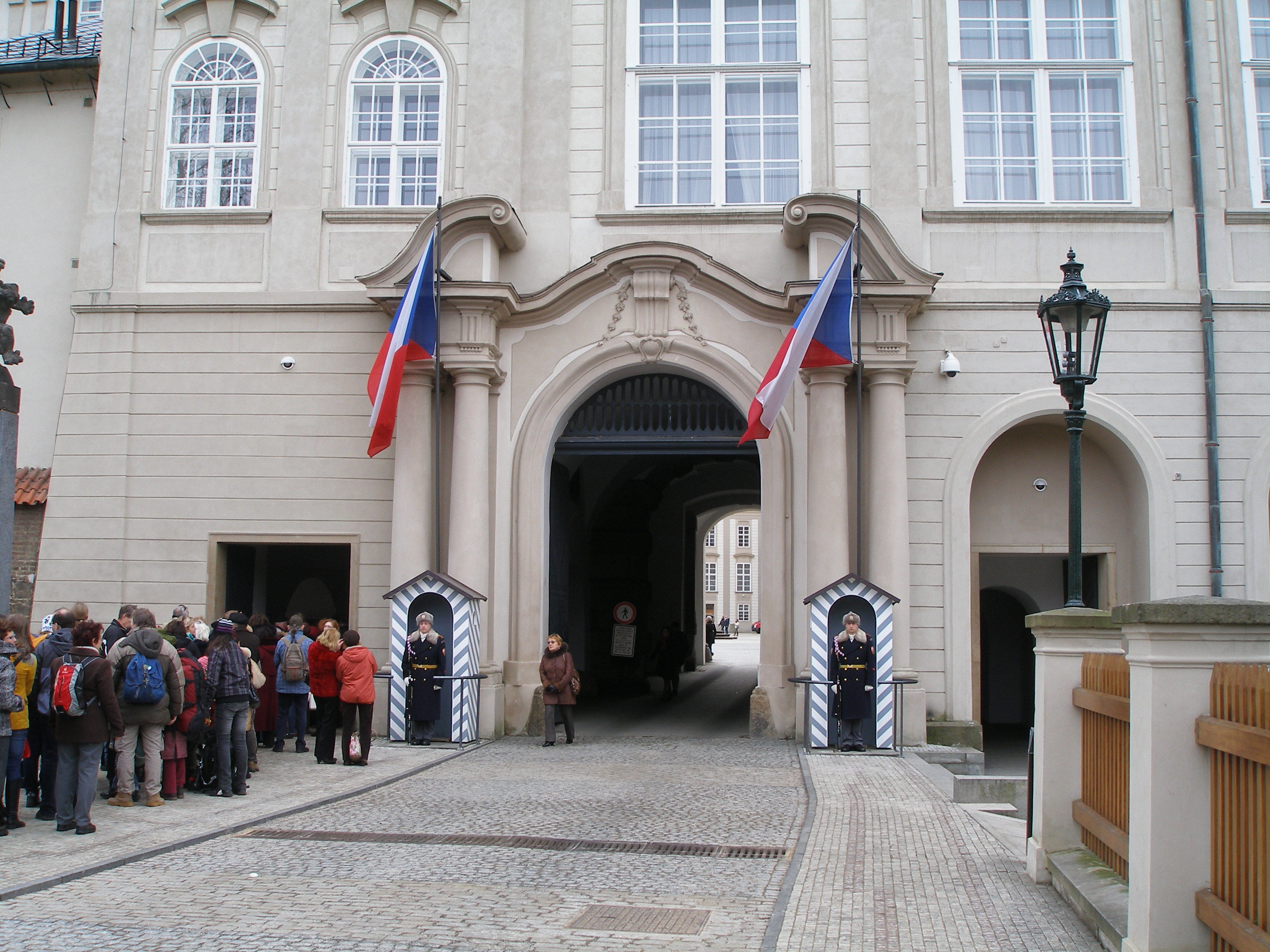
Pacassiho brána

Prašný most je bývalý most na Hradčanech, v současnosti násep, přes nějž vede jediná přístupová cesta ze severní strany k Pražskému hradu, přes Jelení příkop tzv. Pacassiho bránou na druhé nádvoří. V jeho těsné blízkosti se v ulici U Prašného mostu nachází jízdárna Pražského hradu. Názvem Prašný most se označuje též křižovatka a tramvajová zastávka u severního konce ulice U Prašného mostu.

## Prašný most přes Jelení příkop

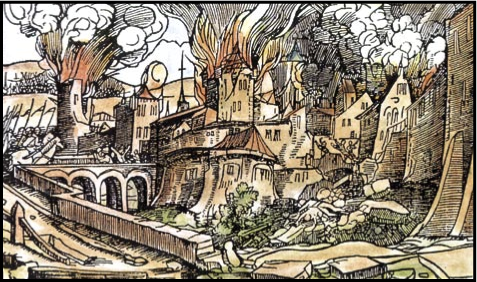
Velký požár Prahy roku 1541 (ručně kolovaný dřevořez, na obrázku je také zachycen Prašný most)

První most v těchto místech přes Jelení příkop s potokem Brusnicí nechal postavit roku 1535 (v letech 1534–1538) Ferdinand I. Habsburský, aby tak spojil Pražský hrad s nově budovanou Královskou zahradou s letohrádkem. Tento most byl dřevěný, zakrytý střechou a stál na šesti kamenných pilířích. Původně býval uváděn jako Dlouhý most, ujalo se však jméno podle mlýna na střelný prach, který se nacházel pod mostem. Objevují se i další zdůvodnění názvu „Prašný most“ – jako důvod pojmenování se podle Jaroslava Schallera uvádí, že se pod střechou mostu usazoval prach, nebo mohl souviset se střelným prachem, který se skladoval v sousední Prašné věži (Mihulce). Most již roku 1541 shořel při velkém požáru Malé Strany a Hradčan a brzy poté byl obnoven.
Most dále upravoval a opravoval Ulrico Aostalli v 16. století, o pozdějších úpravách chybí zprávy, ale podle kresby z 1. poloviny 18. století měl tehdy podobu kryté dřevěné chodby na zděných pilířích. Za válek o nástupnictví Marie Terezie byla roku 1742 střecha mostu poškozena francouzskou dělostřelbou. Most byl celkově v natolik špatném stavu, že mostovka byla pokryta vrstvou hnoje, který most chránil před otřesy přejíždějících povozů. Až za sedmileté války roku 1757 jej zasáhla a zapálila pruská puma.
V letech 1769–1770 byl na jeho místě zbudován mohutný násep o délce asi 90 metrů s tunelem (tzv. Tereziánskou štolou) pro potok Brusnici. Tento násep se zachoval dodnes.
V době působení prezidenta Václava Havla došlo k zatím poslední proměně valu, když v rámci zpřístupňování Pražského hradu veřejnosti byly obě části rozděleného Jeleního příkopu spojeny. V letech 1999–2002 byla původní štola pro Brusnici v délce 84 metrů upravena i pro pěší. Autorem tohoto řešení je architekt Josef Pleskot, který za toto řešení získal v roce 2003 užší nominaci na Evropskou cenu za architekturu a v roce 2004 cenu Brick Award.
Dnešní přemostění není přímo oficiálně pojmenováno. Tvoří nejjižnější část ulice U Prašného mostu (v 18. století Jaroslav Schaller název uváděl jako Prašnomostecká, do roku 1870 je uváděn název Za Prašným mostem), která směřuje ke křižovatce Prašný most.

## Křižovatka Prašný most
Rovněž křižovatka ulic Svatovítská, U Prašného mostu a Milady Horákové se tradičně označuje názvem Prašný most. Do křižovatky jsou od roku 2015 zaústěny tunelové rampy Městského okruhu. Název Prašný most nesou i tramvajové zastávky v její blízkosti; v letech 1929 a 1939 byl název uváděn „U Prašného mostu“ podle ulice, která do křižovatky od jihu ústí, v roce 1948 již byly zastávky uváděny pod dnešním názvem „Prašný most“.